# 최승우 (1941년)
최승우(崔昇祐, 1941년 9월 24일 ~ )는 대한민국의 군인이다. 충청남도 예산에서 출생했으며, 예산군수를 역임했다.

## 학력
- 1960년 서울 보성고등학교
- 1964년 육군사관학교 21기 문학사
- 1966년 육군보병학교 학사
- 1977년 육군대학 학사

## 경력
- 1986년 국방부 장관 보좌관(당시 육군 준장 신분).
- 1989년 육군 제17사단 사단장 보임과 동시에 육군 소장 진급.
- 1991년 육군본부 인사참모부 부장.
- 1992년 육군 소장 예편.
- 1992년 현대사회연구소 소장.
- 1996년 현대사회연구소 소장 직위 퇴임.
- 1997년 성천문화재단 이사장(1999년 퇴임).
- 2006년 제41대 충청남도 예산군 군수.
- 2010년 제42대 충청남도 예산군 군수.
- 2014년 충청남도 예산군 군수 직위 퇴임.

## 같이 보기
- 박경석 (대한민국 육군 준장 예편한 前 한국시문학평론학협회 회장.)

## 역대 선거 결과
|  | 31.26% |

|  | 54.02% |

|  | 41.78% |